# Klassiskt liberala partiet
Klassiskt liberala partiet (tidigare  Liberala partiet) är ett svenskt klassiskt liberalt politiskt parti grundat 2004. Fredrik Laving är partiordförande.

## Ideologi
Partiet har en liberal ideologi som förespråkar mindre stat, färre regleringar, lägre skatter och större personlig frihet.

## Partinamn
Klassiskt liberala partiet har tidigare kallat sig för Liberala partiet. När Folkpartiet liberalerna i november 2015 förkortade sitt namn till Liberalerna, med påföljande registrering hos Valmyndigheten, överklagade Liberala partiet namnbytet till Valmyndigheten, som avgjorde frågan till Liberalernas favör.

## Politiskt program

### Demokrati och yttrandefrihet
Det klassiska liberala partiet är motståndare till att staten "åsiktsregestrerar och misstänkliggör svenska medborgare utifrån deras politiska åsikter", men de anser att undantag behöver göras för anhängare av kommunism, fascism, nationalsocialism och islamism.

### Ekonomi och skatter
Det klassiska liberala partiet vill ha "skyddstullar på varor vars produktion inte kan tillåtas fortsätta försvinna ut ur landet". De vill att skatten sänks avsevärt.

### Försvar
Klassikt liberal partiet vill avsevärt förstärka försvaret med höjda budgetanslag.

### Hälsa och sjukvård
Partiet avser att avskaffa den skattefinansierade vårdapparaten. De vill avkriminalisera användandet av droger. De vill också slopa punktskatten på tobak.

### Jord- och skogsbruk
Partiet vill ha förbud mot att utsätta djur för plågsam behandling.

### Kultur
Klassiskt liberala partiet är "emot alla former av så kallat kulturstöd" och de är likaledes emot "att skattepengar används för att subventionera idrotter".

### Näringsliv och arbetsmarknad
Partiet vill "avskaffa fackföreningarnas särrättigheter på den svenska arbetsmarknaden", som de anser "inskränker företagarnas äganderätt". De vill att A-kassan för arbetslösa avskaffas.

### Rättsväsende
Klassiska liberal partiet vill ha "förlängt fängelsestaff vid dåligt uppförande", och anser att i Sverige "behöver antalet fängelseplatser redan sedan länge akut byggas ut."

## Organisation

### Partisymbol
Partiet har en fjäril som partisymbol.

### Partiledare
- Andreas Agorander 2004–2006 & 2015–2017 (grundare av partiet)
- Tommie Gran 2006–2013
- Emil Tisell 2013–2015
- Sebastian Vallin 2017–2018
- Erik Svansbo 2018–2019
- Kaj Nyström 2019–2021
- Lisa Missing 2021–2022
- Magnus Jönsson 2022–2025
- Fredrik Laving 2025–

## Valresultat
| Val            | År   | Röster | %    | Mandat |
| -------------- | ---- | ------ | ---- | ------ |
| Riksdagen      | 2006 | 202    | 0,00 | 0      |
| Riksdagen      | 2010 | 716    | 0,01 | 0      |
| EU-parlamentet | 2014 | 492    | 0,01 | 0      |
| Riksdagen      | 2014 | 1210   | 0,02 | 0      |
| Riksdagen      | 2018 | 1504   | 0,02 | 0      |
| EU-parlamentet | 2019 | 702    | 0,02 | 0      |
| Riksdagen      | 2022 | 344    | 0,01 | 0      |
| EU-parlamentet | 2024 | 161    | 0,00 | 0      |

### Riksdagsval
Klassiskt liberala partiet har ställt upp i fem riksdagsval. I valet 2022 fick partiet 344 röster (0,01 procent).

### EU-val
Klassiskt liberala partiet har ställt upp i två Europaparlamentsval. I EU-valet 2019 fick partiet 702 röster (0,02 procent), en ökning med 210 röster sedan EU-valet 2014.
Inför EU-valet 2024 anmälde partiet en valsedel med sex namn: partiledaren Magnus Jönsson, Daniel Strandlund, Lisa Missing, Gert-Åke Rosqvist, Mats Jangdal och Jonathan Jönsson. De fick 161 röster (0,004 procent).